# Bezirk Ostende
Der Bezirk Ostende  ist einer von acht Bezirken (Arrondissements) in der belgischen Provinz Westflandern. Er umfasst eine Fläche von 291,60 km² mit 160.032 Einwohnern (Stand: 1. Januar 2024) in sieben Gemeinden.

## Gemeinden im Bezirk Ostende
| Gemeinde       | Einwohner 1. Januar 2024 | Fläche km² | Dichte Einw./km² | NIS- Code | Postleitzahl |
| -------------- | ------------------------ | ---------- | ---------------- | --------- | ------------ |
| Bredene        | 18.180                   | 13,08      | 1.390            | 35002     | 8450         |
| De Haan        | 12.718                   | 42,17      | 302              | 35029     | 8370         |
| Gistel         | 12.244                   | 42,25      | 290              | 35005     | 8470         |
| Ichtegem       | 14.516                   | 45,33      | 320              | 35006     | 8480         |
| Middelkerke    | 19.855                   | 75,65      | 262              | 35011     | 8430–8434    |
| Ostende        | 72.586                   | 37,72      | 1.924            | 35013     | 8400         |
| Oudenburg      | 9.933                    | 35,38      | 281              | 35014     | 8460         |
| Bezirk Ostende | 160.032                  | 291,58     | 549              | 35000     | –            |

## Geschichte
Das Arrondissement Ostende weist eine Geschichte auf, die von verschiedenen europäischen Mächten geprägt wurde. Die Stadt Ostende, das Verwaltungszentrum des Arrondissements, war über Jahrhunderte hinweg ein bedeutender Hafen und strategischer Standort. In den späten Jahren des 16. und frühen 17. Jahrhunderts war Ostende Schauplatz einer bedeutenden Belagerung (1601–1604) während des Achtzigjährigen Krieges, was die militärische Bedeutung der Stadt unterstreicht.

## Geographie
Das Arrondissement Ostende liegt im Nordwesten Belgiens in der Provinz Westflandern, die zur Flämischen Region gehört. Es grenzt im Norden an die Nordsee und verfügt damit über eine bedeutende Küstenlinie. Die Topographie ist überwiegend flach und niedrig gelegen, typisch für die flämische Küstenebene. Ein großer Teil des Landes entlang der Nordseeküste besteht aus Sanddünen, Poldern (eingedeichtem, zurückgewonnenem Land) und Stränden.